# Дино, Гюзин
Гюзин Дино (1910 — 30 мая 2013) — турецкий лингвист, переводчик и писательница. Была известна своими марксистскими взглядами. Жена художника Абидина Дино.

## Биография
В 1943 году в Адане вышла замуж за Абидина Дино. Абидин Дино был членом турецкой компартии, за свои взгляды он подвергался преследованиям и был вынужден перебраться на юг Турции. В 1952 году вследствие непрекращающегося давления Абидин Дино был вынужден эмигрировать во Францию. В 1954 году Гюзин Дино последовала за своим мужем.
Супруги ездили по Франции, в связи с болезнью Абидина часто посещая санатории. Супруги поселились в V округе Парижа.
Гюзин Дино работала в Национальном центре научных исследований, а также преподавала в национальном институте восточных языков и цивилизаций. Гюзин Дино перевела на французский язык произведения писателя Яшара Кемаля и поэта Назыма Хикмета. Её переводы неоднократно переиздавались. Также Гюзин Дино в течение многих лет возглавляла турецкоязычное отделение Международного французского радио.
Умерла 30 мая 2013 года в возрасте 102 лет.